# Algernon Kingscote

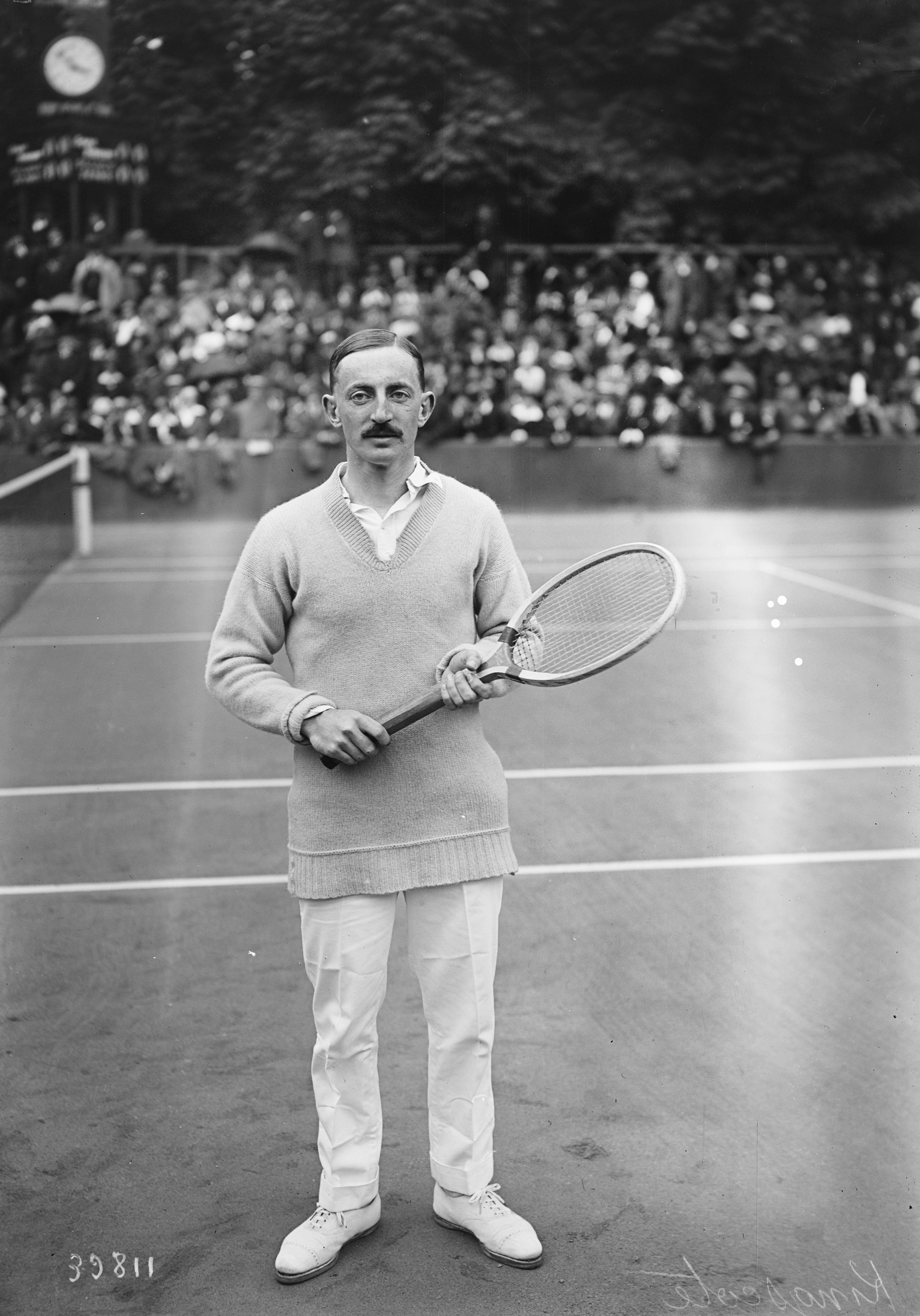
Algernon Kingscote (1914)

Algernon „Algie“ Robert Fitzhardinge Kingscote (* 3. Dezember 1888 in Bangalore, Indien; † 21. Dezember 1964 in Woking, Surrey, England) war ein britischer Tennisspieler.
Er war Sohn von Colonel Howard Kingscote (1846–1917) und der Schriftstellerin Adeline Georgiana Isabella Wolff (1860–1908) und hatte zwei ältere Geschwister. Die Familie zog 1895 aus Indien nach England und kaufte das Bury Knowle House in Headington, Oxford; wegen der von der Mutter angesammelten Schulden musste 1899 der gesamte Hausrat zwangsversteigert und das Haus verlassen werden.
Im Jahr 1919 gewann Algernon Kingscote das Herreneinzel bei den Australischen Tennismeisterschaften, heute Australian Open. Er gewann das Endspiel gegen Eric Pockley mit 6:4, 6:0, 6:3.
Ebenfalls 1919 erreichte er mit der Mannschaft des Vereinigten Königreichs das Finale der International Lawn Tennis Challenge (Vorläufer des Davis Cups), sie wurde jedoch von Australien mit 4:1 geschlagen. Insgesamt spielte Kingscote zwischen 1919 und 1924 17 Mal für die britische Mannschaft und gewann 9 der 17 Spiele.
Kingscote nahm zwischen 1914 und 1927 mehrmals an den Wimbledon Championships teil, konnte jedoch keinen weiteren Grand-Slam-Titel gewinnen. Er erreichte 1920 und 1924 das Viertelfinale im Herreneinzel und 1920 zusammen mit James Parke das Finale im Herrendoppel, das sie gegen Richard Norris Williams und Chuck Garland mit 6:4, 4:6, 5:7, 2:6 verloren. 
Erwähnenswert ist noch, dass er am 26. Juni 1922 das erste Spiel im neu eingeweihten Centre Court an der Church Road, das Eröffnungsspiel des Wimbledon-Turniers 1922, gegen Leslie Godfree mit 6:1, 6:3, 6:0 gewann; er schied jedoch vorzeitig gegen den späteren Wimbledon-Sieger Gerald Patterson aus.
Kingscote nahm auch ohne Erfolg an den Olympischen Sommerspielen 1924 in Paris teil.